# Pleuroprocta
Pleuroprocta è una superfamiglia di molluschi nudibranchi.

## Famiglie
- Coryphellidae (Bergh, 1889)
- Notaeolidiidae